# 東芝土曜劇場
『東芝土曜劇場』（とうしばどようげきじょう）は、フジテレビと一部ネット局で1959年3月7日から1964年4月11日まで毎週土曜日の20:00 - 21:00（JST。なお1963年10月12日以降は20:56まで）に放送されていたテレビドラマの枠である。
単発ドラマが中心だったが、連続ドラマも放送された。また初期には、当時フジテレビ社員であった五社英雄が演出を務めた作品が放送された。
フジテレビの他、関西テレビ、東海テレビ、九州朝日放送も制作していた。
ラジオ東京テレビ（現：TBSテレビ）の「東芝日曜劇場」と同様、オープニングキャッチに『マツダランプの歌』→『光る東芝の歌』が使われた。
フジテレビが開局して間もないうちに放送開始したが、1964年4月11日放送の『孤独な扇』をもって、5年2か月の歴史に幕を下ろした。

## 放送タイトル
- 記載のないものはすべてフジテレビ制作

### 1959年
- 「左の腕」（3月7日）
出演：宇野重吉、細川ちか子、清水将夫、芦田伸介
- 「驟雨」（3月14日）
出演：杉村春子、芥川比呂志、加藤治子、北村和夫
- 「銀座裏午前二時」（3月21日）
出演：草笛光子、木村功
- 「木遣り時雨」（3月28日）
出演：中村勘三郎
- 「草を刈る娘」（4月4日）
出演：東山千栄子、岸輝子、平幹二朗
- 「仮面」（4月11日）
出演：森雅之
- 「雨夜」（4月18日）
出演：芥川比呂志
- 「ちゃんこ横綱」（4月25日）
出演：淡島千景
- 「早百合と沙弥昭」（5月2日）
出演：中村勘三郎
- 「耳飾り」（5月9日）
出演：加藤治子（圭子役）
- 「失敗」（5月16日）
出演：津島恵子、清水将夫
- 「薔薇ものがたり」（5月23日）
出演：細川ちか子、信欣三、下元勉、庄司永健
- 「旅びと」（5月30日）
出演：左幸子、北原義郎、岩下志麻
- 「有頂天時代」（6月6日）
出演：南原伸二、鳳八千代、多々良純
- 「一生に一度」（6月13日）
出演：南風洋子、下条正巳
- 「姉妹」（6月20日）
出演：久慈あさみ、吉行和子、藤原釜足
- 「三度び出逢った女」（6月27日）
- 「百足ちがい」（7月4日）
出演：尾上松緑、清水将夫、金子信雄、保科三良
- 「太鼓」（7月11日）
出演：田崎潤
- 「投影」（7月18日）
出演：三橋達也、岩崎加根子、浜田寅彦
- 「おしくらまんじゅう」（8月1日）
出演：伊藤雄之助、木村功、織本順吉、清水将夫、吉行和子
- 「噴水」（8月8日）
出演：越路吹雪、木村功
- 「私は死んでいる」（8月15日）
出演：島田正吾、杉村春子、岸田今日子、庄司永健
- 「さしみ庖丁」（8月22日、関西テレビ制作）
出演：高田浩吉（文吉役）、淡島千景（お菊役）、内田朝雄、入川保則、阿木五郎
- 「濡れた髪の女」（8月29日）
出演：入江洋佑、久保田紀子、守田学（守田学哉）、市田ひろみ、北原義郎、岡譲司、扇町しをり（扇町しおり）、小沢重雄
- 「幽霊に手錠はかけられない」（9月5日）
出演：江川宇礼雄、河野秋武、大森義夫、飯田覚三、臼井正明、真弓田一夫、椎名勝巳
- 「ある特ダネ」（9月12日）
出演：垂水悟郎、南風洋子、庄司永健
- 「誤算」（9月19日）
出演：草笛光子（香役）、田島義文（栃木役）、松本朝夫、加藤治子
- 「おもかげ」（9月26日）
出演：高野真二、福田公子、春日井広住、木村天竜、千之赫子、小野敏郎、小堀佐紀夫、桂洋二、伊藤勝己
- 「二夜の女」（10月3日）
出演：南風洋子、原保美、斎藤美和、丸山修、春本富士夫（井上潔）、玉城睦子、丘みどり、玉川伊佐男
- 「小鳥たちはまた唄う」（10月10日） 
出演：二本柳寛、黒岩三代子、夏川大二郎、山内明、有木山太、木崎豊、中西清二、真中陽子、浅茅しのぶ
- 「あきのひとならば」（10月17日、関西テレビ制作）
出演：益田キートン（益田喜頓）、村瀬幸子、高津住男、桐竹紋十郎、速水雛子、山村弘三、内田朝雄、入川保則
- 「卓上ピアノ」（10月24日、東海テレビ制作）
出演：安井昌二、岸田今日子、北村英三、赤岡都、伝田真理子、細矢憲一、橋爪秀雄、舟木淳
- 「二人の胸にバラを」（10月31日） 
出演：市村俊幸、塚本信夫、岩崎加根子、大森暁美、日本フィル
- 「けだものの詩」（11月7日） 
出演：高松英郎、安部徹、丹波哲郎、深見泰三、阿部寿美子、松下砂雅子、飛田喜佐夫、小原利之、北町史朗
- 「深い沼」（11月14日） 
出演：夏川静江、高橋昌也、岩崎加根子、佐藤英夫、大塚道子、松下達夫、玉川伊佐男、高橋正夫
- 「地方記者」（11月21日、東海テレビ制作）
出演：伴淳三郎、夏川かほる、浦辺粂子、斎藤美和、松下達夫、荒木玉枝、松居茂美、下元勉
- 「だけどお酒はやめられない」（12月5日） 
出演：南原伸二（南原宏治）、浦里はるみ（浦里はる美）、竜崎一郎（龍崎一郎）、舟橋元、松下達夫、市川寿美礼、浅野進治郎
- 「忠臣蔵秘聞 小坂峠の待伏せ」（12月12日）
- 「やせ犬」（12月19日）
- 「雪夜の客」（12月26日）

### 1960年
- 「真冬の夜の夢」
- 「悪魔の掌の上で」
- 「高原の銃声」
- 「炎」
- 「黒い木の葉」
- 「三人目の椅子」
- 「朱の奇跡」 
制作：東海テレビ
- 「百十一万分の一」
- 「再起」
- 「殺意の影」
- 「護送」 
制作：関西テレビ
- 「死の花言葉」
- 「トランペット刑事」
- 「比留女の恋」
- 「二人の葉子」
- 「いつもけものが通る道」   
制作：東海テレビ
- 「般若」
- 「町奉行日記」
- 「ろくでなし」
- 「つくられた真実」   
制作：東海テレビ
- 「散歩する霊柩車」
- 「空が蒼いと人が死ぬ」
- 「火の疑惑」
- 「盲目の奇跡」   
制作：東海テレビ
- 「赤いすずらん」
- 「虫けらざむらい」
- 「第三の男」
- 「死刑執行人」
- 「牙」  
制作：東海テレビ
- 「追跡」
- 「赤い月」
- 「墓場はバラ色」
- 「透明な暗殺」
- 「幽霊大いになやむ」
- 「追われる」
- 「卑怯者」
- 「若い刑事」
- 「生と死の間」
- 「むしけら」
- 「殺される男」
- 「拳銃に賭ける」
- 「陥穽」
- 「虫と宝石」
- 「未完の遺書」
- 「失われた特別休暇」
- 「挽歌の季節」
- 「人形の眼」
- 「黒と白の罠」
- 「教祖と泥棒」
- 「悪人の眺め」
- 「育てる」

### 1961年
- 「駄目なのよ御免あそばせ」
- 「そこから歩くのだ」
- 「蜘蛛は夕方巣を作る」
- 「目撃者」 
制作：関西テレビ
- 「四十九日」
- 「いくじなし」
- 「愛の疑惑」
- 「消えたバス」
- 「夜に聞く」
- 「華やかなる挽歌」
- 「報酬のすべて」 
制作：関西テレビ
- 「絢爛たる喪服」
- 「消えた設計図」
- 「濁流」
- 「曲った時間」 
制作：関西テレビ
- 「壁をへだてた目撃者」
- 「雨の夜の幻惑」
- 「密航者」
- 「激しい流れ」  
制作：東海テレビ
- 「渇いた牙」
- 「奇妙な夫婦」 
制作：関西テレビ
- 「人狩り」
- 「嗤う女」
- 「犯罪方程式」 
制作：関西テレビ
- 「期待と名づける」  
制作：東海テレビ
- 「独身者の妻」
- 「そこに穴が」
- 「黒い穽」
- 「二人の客」 
制作：関西テレビ
- 「配達された疑惑」
- 「ゴー・ストップ」
- 「ねばったやつら」
- 「殺意の代償」 
制作：関西テレビ
- 「銃口」  
制作：東海テレビ
- 「濃霧」
- 「宿家書房の終焉」
- 「自白」 
制作：関西テレビ
- 「嵐の夜の真実」
- 「破戒裁判」
- 「報酬は一割」
- 「賭の季節」
- 「愛の不安」 
制作：関西テレビ
- 「俺も殺せ」
- 「故買屋やないで」
- 「裏側の絵」
- 「風前の灯」 
制作：関西テレビ
- 「煮えた欲情」
- 「危険な童話」  
制作：九州朝日放送
- 「塵芥」 
制作：関西テレビ
- 「今日では遅すぎた」
- 「三人の女」

### 1962年
- 「肩代り屋」
- 「見ていない男たち」
- 「検事の新妻」 
制作：関西テレビ
- 「石の林」  
制作：東海テレビ
- 「黄色い汗」
- 「バラ園の共犯者」
- 「水」 
制作：関西テレビ
- 「さようなら」
- 「虚報」
- 「雪山に来た男」
- 「古寺炎上」 
制作：関西テレビ
- 「第三の被害者」
- 「つよいやつ」 
制作：九州朝日放送
- 「未亡記事」
- 「葬うには死体がいる」
- 「白い復讐」 
制作：関西テレビ
- 「仲のいい死体」  
制作：東海テレビ
- 「つまづいた鐵道様」
- 「娑婆に脱帽」
- 「だにとダイヤモンド」
- 「死んだ男」  
制作：東海テレビ
- 「新東京地図」
- 「復讐計画完了」
- 「五人の乗客」  
制作：東海テレビ
- 「特ダネ」
- 「殺人専科」
- 「われら青春」（1962年7月7日 - 1963年4月27日）

### 1963年
- 「このデッカイ夢」（1963年5月4日 - 9月28日）
- 「僕たちゃ天使なんか信じない」
- 「狂った歯車」
- 「劇場中継 泥靴ホテル」
- 「みんなが見ている」
- 「0のアングル」（1963年11月2日 - 1964年1月25日）

### 1964年
- 「拾い育て失う」
- 「日曜ごとの小さな手」
- 「あざやかな手」
- 「ふきだまり野郎」
- 「ありったけの青春」
- 「十八年目の召集」
- 「彼岸花」
- 「海のいたずら」
- 「今日は、区民税です」
- 「孤独な扇」

## ネット局
- フジテレビ
- 東海テレビ
- 関西テレビ
- 九州朝日放送
- ほか